# Martin Miller
Pour les articles homonymes, voir Miller.
Martin Miller est un acteur austro-tchèque né le 2 septembre 1899 à Kroměříž en Autriche-Hongrie et mort le 26 août 1969 à Innsbruck.

## Filmographie

### Cinéma
- 1943 : Squadron Leader X : M. Kohn
- 1943 : The Adventures of Tartu : Dr Novotny
- 1944 : Hotel Reserve : Walter Vogel
- 1944 : English Without Tears : Schmidt
- 1945 : Latin Quarter : le responsable de la morgue
- 1946 : Service secret contre bombe atomique : Professeur Hansen
- 1947 : Woman to Woman : le postier
- 1947 : Le Fantôme de Berkeley Square : le professeur
- 1947 : Mon propre bourreau : Dr Hans Tautz
- 1948 : One Night with You : l'inspecteur de police
- 1948 : Counterblast : Van Hessian
- 1948 : Bond Street : Joseph Doorn
- 1948 : The Blind Goddess : Mario
- 1948 : La Grande Révolte : George II
- 1949 : Le Déserteur : Tony
- 1949 : The Huggetts Abroad : le douanier
- 1949 : Le Troisième Homme : le chef de salle
- 1949 : Don't Ever Leave Me : Leon Stoltz
- 1949 : Allez coucher ailleurs : Herr Schindler
- 1951 : I'll Get You for This : le photographe
- 1951 : Encore : Carlo Penezzi
- 1952 : La Marraine de Charley : le photographe
- 1953 : Twice Upon a Time : Eipeldauer
- 1953 : The Genie : Papa
- 1954 : Front Page Story : Dr Brukmann
- 1954 : Le Prisonnier du harem : Professeur Hyman Pfumbaum
- 1954 : Folle des hommes : Dr Fergus
- 1954 : To Dorothy a Son : Brodcynsky
- 1955 : La Femme pour Joe : Iggy Pulitzer
- 1955 : Norman diplomate : le tailleur suisse
- 1955 : An Alligator Named Daisy : le leader du groupe
- 1956 : The Gamma People : Lochner
- 1956 : Le Bébé et le Cuirassé : Paolo Vespucci
- 1956 : Child in the House : Professeur Topolski
- 1957 : Les Sept Tonnerres : Heinrich Isadore Schlip
- 1958 : Mark of the Phoenix : Brunet
- 1959 : Violent Moment : Hendricks
- 1959 : La nuit est mon ennemie : Dr Schrott
- 1959 : Les Seins de glace : Piggy
- 1959 : Expresso Bongo : Kakky
- 1960 : Le Voyeur : Dr Rosen
- 1960 : Exodus : Dr Odenheim
- 1962 : Le Fantôme de l'Opéra : Rossi
- 1962 : La Merveilleuse Anglaise : l'homme au microscope
- 1963 : Les 55 Jours de Pékin : Hugo Bergmann
- 1963 : Hôtel international : Dr Schwatzbacher
- 1963 : La Panthère rose : Pierre Luigi le photographe
- 1963 : Incident at Midnight : Schroeder
- 1964 : Les Enfants des damnés : Professeur Gruber
- 1964 : La Rolls-Royce jaune : le chef de salle
- 1965 : Up Jumped a Swagman : Herman
- 1968 : Les tueurs sont lâchés : le chef de la police

### Télévision
- 1951 : The Angel Who Pawned Her Harp : Webman
- 1951-1959 : BBC Sunday-Night Theatre : plusieurs personnages (7 épisodes)
- 1955-1959 : ITV Play of the Week : plusieurs personnages (4 épisodes)
- 1955-1960 : ITV Television Playhouse : Ambrose Solto, Gus et le Rabbin (3 épisodes)
- 1957 : Dixon of Dock Green : Papa Kolinsky (1 épisode)
- 1957-1959 : Armchair Theatre : Alan Gorz et Thomas Stenbourg (2 épisodes)
- 1960 : Destination Danger : Stavros (1 épisode)
- 1963 : Ce sentimental M. Varela : Astolat (1 épisode)
- 1964 : Le Saint : Les Perles de Madame Chen (saison 3 épisode 3) : Jerome
- 1964 : Doctor Who : Kublai Khan (2 épisodes)
- 1964 : Taxi! : Harry Becker (1 épisode)
- 1964-1965 : A Little Big Business : Lazlo (4 épisodes)
- 1965 : Le Saint : Un bon détective (saison 4 épisode 4) : Mr. Justin
- 1965 : The Third Man : Heinrich Miron (1 épisode)
- 1965 : Chapeau melon et bottes de cuir : Professeur Spencer (1 épisode)
- 1966 : Alias le Baron (1 épisode)
- 1967 : La Dynastie des Forsyte : Montross (2 épisodes)
- 1967 : Le Prisonnier : le fabricant de montres et le numéro 54 (1 épisode)
- 1969 : Doctor in the House : Professeur Pearson (1 épisode)
- 1969 : Département S : Dutrov (1 épisode)